# Ulrich von Jungingen
Urlich von Jungingen (n. 1360, Hohenfels, Zollern⁠(d) – d. 15 iulie 1410, Tannenberg, Statul monastic al Cavalerilor Teutoni) a fost Marele Maestru al Ordinului Teutonic în anii 1407–1410. A pierdut în fața polonezilor cea mai mare bătălie din Evul Mediu — Bătălia de la Grunwald.